# Adam le connétable
Pour les articles homonymes, voir Adam (homonymie).
Adam II de l'Isle, ou Adam le connétable, est seigneur de L'Isle-Adam, successivement échanson, connétable puis sénéchal de France sous Philippe Ier.
Nous le connaissons par plusieurs documents de l'époque du roi Philippe Ier. Il meurt en 1092/1093.

## Sources
- Jean Aubert, La grande histoire du Val d'Oise - Toutes les communes de Ableiges à Wy-dit-Joli-Village, Edijac,  (ISBN 978-2-904675-17-1)
- Bernard Baray, Au fil des ans, Nogent-L'Isle-Adam  (862-1527), Éd. du Valhermeil, 180 p.  (ISBN 978-2-905684-03-5)
- Les Amis de L'Isle-Adam